# Peter Westbroek
Pour les articles homonymes, voir Westbroek (homonymie).
Peter Westbroek (né à La Haye le 6 février 1937) est un géologue néerlandais émérite et professeur de géophysiologie à l'Université de Leyde. Il est surtout connu comme un partisan de l'hypothèse Gaia.

## Biographie
Après son doctorat, il a étudié la biochimie à l'Université Queen de Belfast de 1968 à 1970, dans le domaine du biominéral, en particulier la calcification de la vie unicellulaires du phytoplancton Emiliania huxleyi. Après ces études, il revient à Leyde pour prendre en charge un groupe de recherche avec la participation de Shell et de la Fondation Lounsbery. Il fonde le Geoimmunology Centre.
Son œuvre la plus célèbre est Life as a geological force. Il a également écrit : Dynamics of the Earth (1991) et Dynamique de la Terre (1991).
En 2003, il obtient la médaille Vladimir-Vernadski, délivrée par l'Union européenne des géosciences, pour sa contribution à la biogéochimie. Westbroek est maintenant à la retraite et est membre de l'Académie royale néerlandaise des arts et des sciences.
Peter Westbroek a trois filles, dont la soprano Eva-Maria Westbroek.

## Publications
- Peter Westbroek, « Gaïa et la Géophysiologie, une vue nouvelle sur la vie et sur la planète Terre (colloque « Océans demain » à Concarneau) », sur Muséum national d'Histoire naturelle, 4-7 juillet 2001 (consulté le 30 juin 2010)